# Инсхайм
Инсхайм (нем. Insheim) — община в Германии, в земле Рейнланд-Пфальц. 
Входит в состав района Южный Вайнштрассе. Подчиняется управлению Херксхайм.  Население составляет 2090 человек (на 31 декабря 2010 года). Занимает площадь 8,00 км².